# Udvarhelyszék
Udvarhelyszék ou siège d'Udvarhely (hongrois : Udvarhelyszék ; latin : Udvarhelyensis sedes ; roumain : Scaunul Odorhei) est un ancien territoire administratif du royaume de Hongrie et de la principauté de Transylvanie, créé au XIIIe siècle comme une composante du Pays sicule. Lors de la réforme territoriale de 1876, le siège est intégré dans le comitat d'Udvarhely.